# Matsudaira Hirotada
Matsudaira Hirotada (松平 広忠?; 9 giugno 1526 – 3 aprile 1549) è stato un daimyō giapponese del periodo Sengoku, capo del clan Matsudaira e padre di Tokugawa Ieyasu.

## Biografia
Hirotada era figlio di Matsudaira Kiyoyasu. Suo padre fu ucciso quando aveva circa dieci anni e per un certo periodo Hirotada fu protetto da Abe Sadayoshi. Approfittando della sua giovinezza suo zio Serata Nobusada cercò di spodestarlo ma Sadayoshi portò Hirotada con sé a Ise e con l'aiuto di Imagawa Yoshimoto riconsegnarono il castello di Okazaki a Hirotada. Il clan Matsudaira divenne dunque vassallo degli Imagawa e combatté contro il clan Oda della provincia di Owari i quali gli sottrassero il castello di Anjō nel 1540. 
Nel 1541 Hirotada sposò la figlia di Mizuno Tadamasa (conosciuta come Odai no kata) e diedero alla luce il futuro Tokugawa Ieyasu l'anno successivo. Hirotada divorziò da Odai no kata dopo che Tadamasa lo tradì nel 1544 e sposò la figlia di Toda Yasumitsu, un'unione che produsse un figlio (Iemoto) e tre figlie. Fu sconfitto dagli Oda nella prima Battaglia di Azukizaka (1542) e subì la defezione di suo zio, Matsudaira Nobutaka, che si unì agli Oda. Incalzato da Oda Nobuhide, Hirotada chiese aiuto nuovamente agli Imagawa e fu costretto a mandare suo figlio in ostaggio nella capitale di Imagawa, Sumpu, nella provincia di Suruga. La carovana che portava il giovane Ieyasu fu intercettata dagli Oda che lo portarono a Nagoya e lo tennero in custodia per diversi anni. 
Hirotada fu sconfitto nel tentativo di riconquistare Anjō e sopravvisse a un tentativo di omicidio di Iwamatsu Hachiya. Imagawa e Matsudaira sconfissero successivamente gli Oda nella seconda battaglia di Azukizaka nel 1548 ma Hirotada morì di malattia l'anno successivo.
Nel 1612 suo figlio Ieyasu, diventato shōgun e ritirato, richiese che il grado di Dainogon fosse conferito postuma a Hirotada.

## Famiglia
- Padre: Matsudaira Kiyoyasu
- Madre: Keyoin
- Mogli:
  - Odai no Kata (1528-1602) (dal 1541 al 1544)
  - una figlia di Toda Yasumitsu
- Concubina: Naitō no Tsubone
- Figli:
  - Tokugawa Ieyasu by Odai no Kata
  - Matsudaira Iemoto dalla figlia di Toda Yasumitsu
  - Ichibahime (morto 1593)
  - Naitō Nobunari da Naito no Tsubone